# Koszterszitz József
Koszterszitz József, írói nevén Koszter atya (Újpest, 1898. február 12. – Kalocsa, 1970. június 3.) magyar katolikus pap, teológiai doktor, kanonok, egyházi író.

## Élete
A gimnáziumot 1907 és 1915 között Zomborban és Kalocsán, a teológiát 1915 és 1920 között a bécsi Pázmáneumban végezte. 1920-ban szentelték pappá Kalocsán. Lelkész és hitoktató volt 1919-ben Szabadkán, 1920-ban Budapesten a Regnum Marianumban. 1921-től Jánoshalmán káplán, 1923-tól prefektus a pesti, 1928-tól igazgató a soproni Szent Imre Kollégiumban, 1935-ben papi kamarás. 1936-ban Bécsben teológiából doktorátust szerzett.
1939–1946 között a pesti Szent Imre Kollégium igazgatója, 1946-ban kalocsai kanonok, 1947-ben bácsi főesperes és penitenciárius kanonok. 1939 és 1945 között a Magyar Gyermektanulmányi Társaság ügyvezető elnöke. A kalocsai főszékeskáptalanban 1944 januárjától tábori kanonok, 1946-tól tiszai, 1947-től bácsi főesperes, 1950-től főszentszéki bíró.
Kalocsán hunyt el 1970-ben, 72 éves korában.

## Szerepe a cserkészetben
A 3. sz. Regnum Marianum csapatban lett cserkész. 1926-ban a Nemzeti Nagytábor, 1929-ben az angliai Jamboree magyar csapatának egyik vezetője. 1934-től a Magyar Cserkészszövetség társelnöke. 1941-től a férfi cserkészet irányítója.

## Pedagógiai törekvései
Koszterszitz a modern katolikus ifjúsági pasztoráció képviselője, ifjúsági színdarabjainak, cserkészjeleneteinek jelentős szerepe volt a hazai cserkészmozgalom pedagógia irányításában. Az 1930-as években a középiskolai diákok iskolai és egyéni nevelése mellett foglalkozott a családi nevelés kérdéseivel is. Lélektani–fiziológiai–biológiai közegbe ágyazva, korszerű fölfogás alapján fejtette ki a serdülő fiúk számára az önnevelés sokirányú problematikáját (érintve benne a nemiségi vonatkozásokat is). Az 1940-es évek elején fölfigyelt a hazai egyetemi–főiskolai ifjúság sajátos nevelési kérdéseire, látva az öntudatosan vallásos értelmiségi réteg fölfrissítésének szükségességét is.

## Művei
- A cserkésztábor színpada, Budapest, 1924
- A csillagszemű fiúk és egyéb színdarabok, Budapest, 1925
- Marciék 3 kívánsága. Igen komoly és félelmetes történet [ifjúsági színmű], Budapest, 1925
- Meseszínház. Gyermekszíndarabok, Budapest, 1926
- Hófehérke. Színjáték Grimm meséje után, Kalocsa, 1927
- Aranyhíd. Énekes színjáték, Kalocsa, 1927 → elektronikus elérhetőség: UNITAS[halott link]
- Spiritizmus a diákszobában. Tréfás színjáték, Kalocsa, 1927
- Mesélnek a kulisszák, Budapest, 1928
- A psychofootballisták. Fantasztikus cserkész-sporttörténet, Budapest, 1928
- Talpra magyar! Hazafias színmű, Budapest, 1930
- Útmutatás a kat. szülői értekezletek rendezésére, Budapest, 1935
- Lelkigyakorlat a fehér Krisztusról, Győr, 1936
- Viharzóna, Budapest, 1939 → elektronikus elérhetőség: UNITAS[halott link]
- Emlékbeszéd gr. Teleki Pálról, Budapest, 1941
- Kamaszok, Budapest, 1941 → elektronikus elérhetőség: UNITAS[halott link]
- Isten a családban (+ Géresy János: Isten a családban), Budapest, 1941
- Hogyan gondolta el Isten a házasságot (Németh Imre: Hetedik szentség: a házasság című művével közös kötetben), Budapest, 1942
- Szülők iskolája, Budapest, 1943
- Levelek a gólyához, Budapest, 1943 → elektronikus elérhetőség: UNITAS[halott link]
- Kérdőjelek a fiúszívekben, Budapest, 1943 → elektronikus elérhetőség: UNITAS[halott link]
- Ifjúságunk egységének alapjai, Budapest, 1943
- Ifjúságunk nemzetszolgálatának útja, Budapest, 1943
- Csibészklub, Budapest, 1944. (Szektor álnéven. Új kiadás: 1990)
- Fulgur [ifjúsági regény], Budapest, 1944
- Lurkó [ifjúsági regény], Budapest, 1944; Zürich, 1960 → elektronikus elérhetőség: UNITAS[halott link]
- Iluska [ifjúsági regény], Budapest, 1945 → elektronikus elérhetőség: UNITAS[halott link]
- Lépcsőima. Levelek egy teológushoz a földön vándorló papról, Budapest, 1946 → elektronikus elérhetőség: UNITAS[halott link]
- Nemzetközi asztaltársaság [színdarab], é. n.

## Szerkesztett, illetve társszerzőkkel megjelent művei
- Esto vir! (Marczell Mihállyal közösen), Budapest, 1927
- A kemény parancs (Marczell Mihállyal közösen), Budapest, 1928 → elektronikus elérhetőség: UNITAS[halott link]
- Táborozási kézikönyv (szerk. Sztrilich Pál), Budapest, 1929
- (szerkesztett mű) Nos rector... – A magyar főiskolai hallgatók könyve, Budapest, 1943 → elektronikus elérhetőség: UNITAS Archiválva 2018. december 1-i dátummal a Wayback Machine-ben
- A kisfiú és a cserkészet (Harangi Lászlóval és Radványi Kálmánnal közösen), é. n.

## Folyóiratok szerkesztőjeként
- 1927. VI. 1. – 1944. VIII. 1.: a Vezetők Lapja szerkesztője
- 1932. X. 1. – 1934. IV. 15.: a M. Cserkész főszerkesztője
- 1933: a Gödöllői Cserkész Világtalálkozó sajtófőnöke, a Jamboree Magyar Cserkész napilap szerkesztője
- 1939 – 1943: A Gyermek c. szaklap felelős szerkesztője és felelős kiadója
- 1939 – 1944: a Zászlónk főszerkesztője